# Cryptanthus acaulis
Espèce
Synonymes
- Bromelia pumila hort. ex Otto & A. Dietr.
- Cryptanthus discolor Otto & A.Dietr.
- Cryptanthus pumilus hort.  ex Gentil
- Cryptanthus sinuosus L.B.Sm.
- Cryptanthus testaceus E.Morren ex Baker
- Cryptanthus undulatus Otto & A.Dietr. (non légitime)
- Madvigia densiflora Liebm.
- Tillandsia acaulis (Lindl.) Beer

Cryptanthus acaulis est une espèce de plantes à fleurs de la famille des Bromeliaceae, endémique des forêts orientales du Brésil.

## Synonymes
- Bromelia pumila hort. ex Otto & A. Dietr.
- Cryptanthus discolor Otto & A.Dietr.
- Cryptanthus pumilus hort.  ex Gentil
- Cryptanthus sinuosus L.B.Sm.
- Cryptanthus testaceus E.Morren ex Baker
- Cryptanthus undulatus Otto & A.Dietr. (non légitime)
- Madvigia densiflora Liebm.
- Tillandsia acaulis (Lindl.) Beer[1].

## Distribution
L'espèce est endémique du Sud-Est du Brésil et se rencontre dans les États de Rio de Janeiro et d'Espírito Santo.

## Description
Selon la classification de Raunkier, l'espèce est hémicryptophyte.